# Boháňka
Boháňka (en allemand : Bohanka) est une commune du district de Jičín, dans la région de Hradec Králové, en République tchèque. Sa population s'élevait à 264 habitants en 2022.

## Géographie
Boháňka se trouve à 6 km à l'est de Hořice, à 20 km au nord-nord-ouest de Hradec Králové, à 26 km à l'est-sud-est de Jičín et à 97 km à l'est-nord-est de Prague.
La commune est limitée par Červená Třemešná et Rohoznice au nord, par Lanžov et Velký Vřešťov à l'est, par Cerekvice nad Bystřicí et Jeřice au sud, et par Hořice à l'ouest.

## Histoire
La première mention écrite du village date de 1378.

## Administration
La commune se compose de quatre sections :
- Boháňka
- Chloumek
- Skála
- Votuz

## Galerie

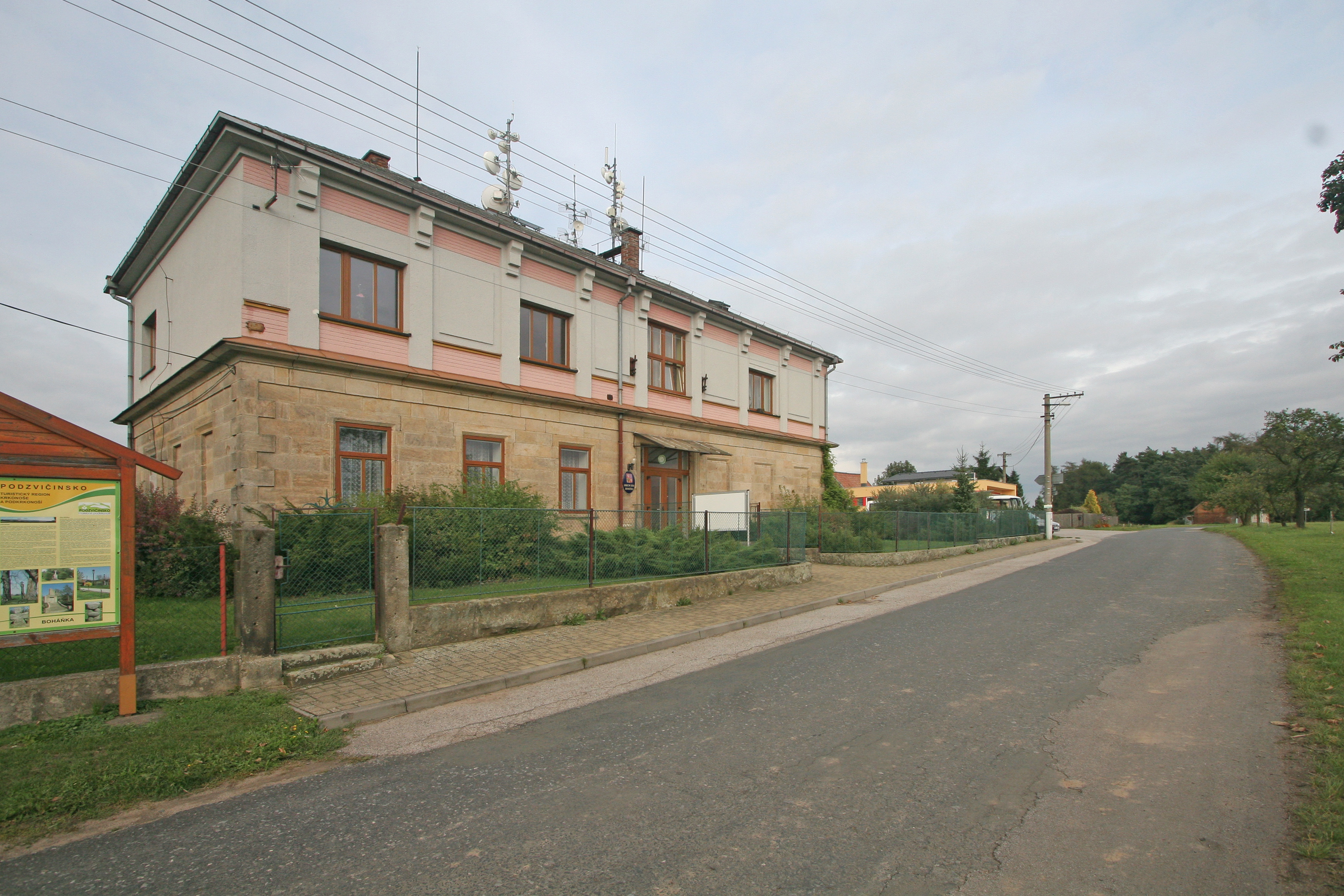
Boháňka : la mairie.
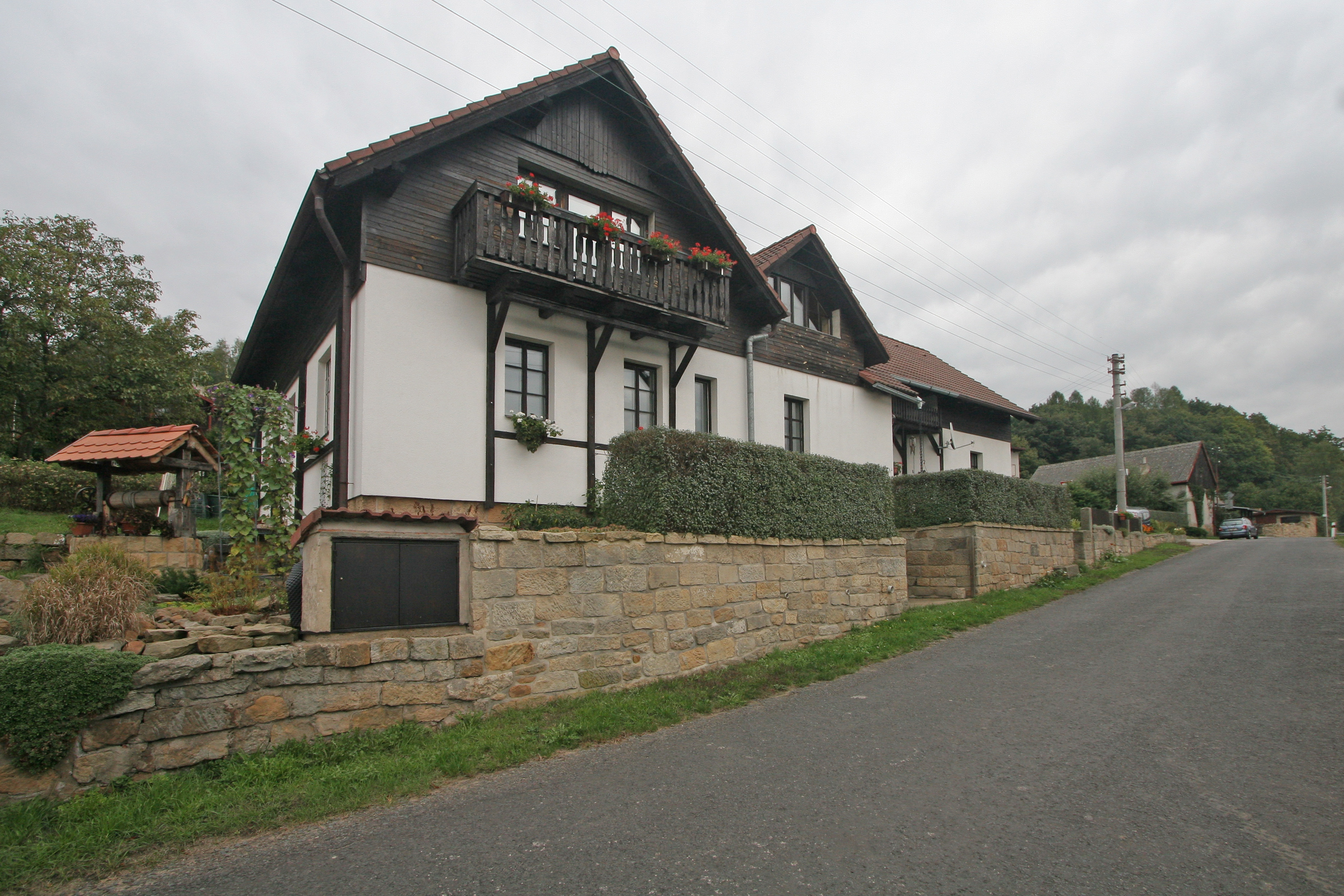
Chloumek..

## Transports
Par la route, Boháňka se trouve à 7 km de Hořice, à 24 km de Hradec Králové, à 31 km de Jičín et à 126 km de Prague. 